# العلاقات الفنلندية الميانمارية
العلاقات الفنلندية الميانمارية هي العلاقات الثنائية التي تجمع بين فنلندا وميانمار.

## مقارنة بين البلدين
هذه مقارنة عامة ومرجعية للدولتين:
| وجه المقارنة                                              | فنلندا                                                                               | ميانمار          |
| --------------------------------------------------------- | ------------------------------------------------------------------------------------ | ---------------- |
| المساحة (كم2)                                             | 338.42 ألف                                                                           | 676.58 ألف       |
| عدد السكان (نسمة)                                         | 5.52 مليون                                                                           | 53.37 مليون      |
| الكثافة السكانية (ن./كم²)                                 | 16.31                                                                                | 78.88            |
| العاصمة                                                   | هلسنكي                                                                               | نايبيداو، يانغون |
| اللغة الرسمية                                             | اللغة الفنلندية، اللغة السويدية                                                      | اللغة البورمية   |
| العملة                                                    | يورو، ماركا فنلندية                                                                  | كيات ميانماري    |
| الناتج المحلي الإجمالي (بليون دولار)                      | 251.88 مليار                                                                         | 69.32 مليار      |
| الناتج المحلي الإجمالي (تعادل القوة الشرائية) بليون دولار | 231.84 مليار                                                                         | 282.95 مليار     |
| الناتج المحلي الإجمالي الاسمي للفرد دولار أمريكي          | 42.31 ألف                                                                            | 1.16 ألف         |
| الناتج المحلي الإجمالي للفرد دولار أمريكي                 | 40.68 ألف                                                                            |                  |
| مؤشر التنمية البشرية                                      | 0.883                                                                                | 0.536            |
| رمز المكالمات الدولي                                      | +358                                                                                 | +95              |
| رمز الإنترنت                                              | .fi                                                                                  | .mm              |
| المنطقة الزمنية                                           | ت ع م+02:00، ت ع م+03:00، أوروبا/هلسنكي ‏، توقيت شرق أوروبا، توقيت شرق أوروبا الصيفي ‏ | ت ع م+06:30      |

## منظمات دولية مشتركة
يشترك البلدان في عضوية مجموعة من المنظمات الدولية، منها:
| علم المنظمة | اسم المنظمة                        | تاريخ انضمام فنلندا | تاريخ انضمام ميانمار |
| ----------- | ---------------------------------- | ------------------- | -------------------- |
|             | مؤسسة التنمية الدولية              | 29 ديسمبر 1960      | 5 نوفمبر 1962        |
|             | المنظمة الهيدروغرافية الدولية      | ?                   | ?                    |
|             | مؤسسة التمويل الدولية              | 20 يوليو 1956       | 3 ديسمبر 1956        |
|             | منظمة حظر الأسلحة الكيميائية       | ?                   | ?                    |
|             | يونسكو                             | 10 أكتوبر 1956      | 27 يونيو 1949        |
|             | الأمم المتحدة                      | 14 ديسمبر 1955      | 19 أبريل 1948        |
|             | الاتحاد الدولي للاتصالات           | 1 سبتمبر 1920       | 15 سبتمبر 1937       |
|             | منظمة الشرطة الجنائية الدولية      | ?                   | ?                    |
|             | البنك الدولي للإنشاء والتعمير      | 14 يناير 1948       | 3 يناير 1952         |
|             | الاتحاد البريدي العالمي            | ?                   | ?                    |
|             | وكالة ضمان الاستثمار متعدد الأطراف | 28 ديسمبر 1988      | 16 ديسمبر 2013       |
|             | بنك التنمية الآسيوي                | 1966                | 1973                 |
|             | منظمة التجارة العالمية             | 1995                | ?                    |

## وصلات خارجية
- موقع وزارة الخارجية الفنلندية
- موقع وزارة الخارجية الميانمارية